# Trichoptya ichthyuropis
Trichoptya ichthyuropis là một loài bướm đêm trong họ Noctuidae.